# Retiro (stacja metra w Buenos Aires)
Retiro – początkowa stacja metra w Buenos Aires, na linii C. Następną stacją jest General San Martín. Stacja została otwarta 6 lutego 1936. Planowana jest budowa stacji na linii E i H.